# 若さは向こう見ず
『若さは向こう見ず』（わかさはむこうみず、原題：Yeh Jawaani Hai Deewani）は、2013年に公開されたインドのロマンティック・ドラマ映画。監督はアヤーン・ムカルジーが務め、プロデューサーとしてカラン・ジョーハルが参加している。主演はランビール・カプールとディーピカー・パードゥコーンが務め、カルキ・ケクランとアディティヤ・ロイ・カプールが共演している。公開は2013年3月を予定していたが、最終的に5月31日に変更になった。映画は第59回フィルムフェア賞では9部門にノミネートされ、また興行的な成功も収め、最も興行的な成功を収めた映画の一つになり、海外市場で史上10番目に興行的な成功を収めたボリウッド映画となった。

## キャスト
- カビール（バニー） - ランビール・カプール
- ネイナー - ディーピカー・パードゥコーン
- アヴィ - アディティヤ・ロイ・カプール
- アーディティー - カルキ・ケクラン（英語版）
- タラン - クナール・ロイ・カプール（英語版）
- ララ - イヴリン・シャルマ
- カビールの父 - ファルーク・シェイク（英語版）
- カビールの継母 - ターンヴィー・アーズミー（英語版）
- ネイナーの母 - ドリー・アルワリア（英語版）
- プリーティ - アニサ・バット（英語版）
- リアナ - ポールナ・ジャガナサン（英語版）（ゲスト出演）
- モヒニ - マドゥリ・ディークシット（アイテム・ナンバー）
- ヴィクラム - ラーナー・ダッグバーティ（カメオ出演）

## 製作
製作はヒールー・ヤシュ・ジョーハルとカラン・ジョーハルのダルマ・プロダクションが担当している。アプールヴァ・メータとUTVモーション・ピクチャーズが共同製作として参加し、脚本はアヤーン・ムカルジーが書いたものをベースにフセイン・ダラールが執筆している。タイトルは、1972年公開の『Jawani Diwani』でR・D・ブルマンが手がけたヒットソングから取られている。2011年12月にプリータムが音楽担当として起用され、ダルマ・プロダクション製作作品に初参加することになった。
主演のランビール・カプールは主要キャストの中で最初に起用され、ムカルジー作品には『Wake Up Sid』以来2度目の出演となる。彼は役作りのために耳に穴をあけピアスを付けた。ヒロイン役にはカトリーナ・カイフやアヌシュカ・シャルマなど複数の候補が挙げられた。2011年9月にディーピカー・パードゥコーンが起用された。彼女はカプールとムカルジーを信頼していたため、脚本の内容を確認せずに出演を承諾している。他の主要キャストとしてアディティヤ・ロイ・カプールとカルキ・ケクランが起用され、さらにイヴリン・シャルマの出演も決まった。
撮影はヒディムバ・デヴィ寺院を含むグラバ、バンジャール、ハムタ、ナッガールで行われた。いくつかのシーンは海抜1万4,000フィートで、マイナス10度の中で撮影された。2012年5月にはウダイプルで撮影が行われ、ここではカプールとパードゥコーンの歌のシーンも撮影された。ラージャスターン州では一転して高熱下での難しい撮影を迫られた。8月からはパリのムフタール通りで撮影が行われた。その他のシーンは、ムンバイのフィルミスタン・スタジオで撮影された。2013年1月26日には、ミュージカルシーンを撮影するためにカシミールを訪れている。

## 公開
ノキアが映画の公開に際し、ダルマ・プロダクションとの連携を発表した。2013年3月19日にムンバイで予告編発表会見が行われ、ジョーハル、ムカルジー、カプール、パードゥコーンが出席した。
5月30日にプレミア上映が行われ、翌31日に世界3100スクリーンで公開された。イスラエルへの配給はエロス・インターナショナルが担当し、ヘブライ語のサブタイトルが付けられて公開された。

## 評価

### 興行収入

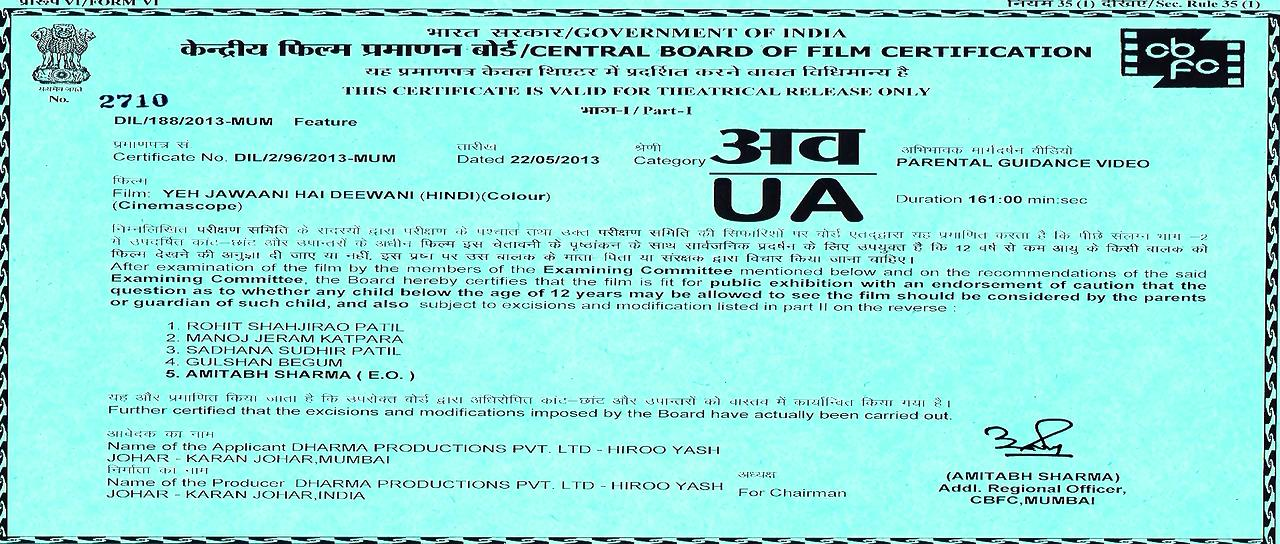
『若さは向こう見ず』の認証証明書

シネマコンプレックスの座席占有率は100%、単一スクリーンの座席占有率は60-70%で公開され、カプール主演映画の中で最大のオープニングを飾った。公開初日は休日ではなかったものの、興行収入1億9800万ルピーを記録した。公開週末の興行収入は『Dabangg 2』の記録を破り6億3000万ルピーを記録した。翌週の月曜日には1億2750万ルピーの収益を上げた。火曜日に1億1750万ルピー、水曜日には1億500万ルピーの収益を上げ、6日間の合計興行収入は9億8000万ルピーを記録した。公開第1週の興行収入は10億6000万ルピーを記録して興行収入ランキング第1位となり、『タイガー 伝説のスパイ』の記録を塗り替えた。公開7日目の興行収入は、世界市場と合わせて17億5000万ルピーとなった。公開第2週の興行収入は2億8250万ルピーを記録し、公開10日目の国内合計興行収入は13億4000万ルピーを記録した。公開第2週末の合計興行収入は15億2000万ルピーを記録した。公開第3週には1億3500万ルピーの収益を上げ、公開17日目の合計興行収入は16億5000万ルピーを記録した。公開第3週末の合計興行収入は17億3000万ルピーを記録した。公開第4週末の合計興行収入は17億7000万ルピーを記録した。公開第5週には、合計興行収入は19億ルピーを記録した。
海外市場では公開週末に400万ドルの収益を上げた。アメリカでは161スクリーンで公開され、156万ドルの収益を上げた。海外市場の公開10日目の興行収入は750万ドルを記録した。公開17日目には興行収入875万ドルを記録した。公開24日目には950万ドルの収益を上げ、最終的な興行収入は1050万ドルを記録した。

### 批評

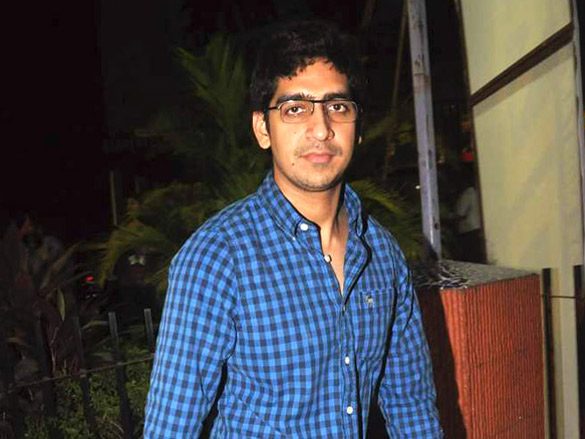
アヤーン・ムカルジー

ボリウッド・ハンガマのタラン・アダルシュは4/5の星を与え、「映画はロマンスと人間関係を活性化させる。素晴らしい映画体験は若い世代だけではなく、全ての年代の人々が経験するべきです」と批評している。ニューデリー・テレビジョンのサイバル・チャテルジーは3.5/5の評価を与え、「映画は停滞的でふわふわしている。若い恋人・友人が数年後に再会するために様々な遠回りをしている」と批評している。Rediff.comのスカニヤ・ヴェルマは3.5/5の星を与え、「『若さは向こう見ず』には十分な価値がある!」と称賛している。In.comのアイーシャ・コエロはカプールの「熱狂的な」演技を称賛し、3.5/5の星を与えている。CNN-IBNのラジーヴ・マサンドは3/5の星を与え、「あなたが心を明るくしたいなら、この映画を観ることは正しい判断です」と批評している。ジー・ニュースのアナンヤ・バッタチャールヤは3/5の星を与え、「『若さは向こう見ず』は重く説得力のある仕事ではなく、楽しむことを企図されており、それは良い仕事をしています。映画のペースが落ちる一部分を除き、アヤーン・ムカルジーの手際は気持ちよく楽しいものになっています」と批評している。デイリーニュース&アナライシスのトゥシャール・ジョーシーは、「『若さは向こう見ず』はそのディレクションなど、いくつかの目覚ましいパフォーマンスに注目しなければならない良い映画です」と批評している。
インディアン・エクスプレスのシューブラ・グプタは否定的な批評をしている。ヒンドゥスタン・タイムズのアヌパマ・チョープラーは2.5/5の星を与え、「『若さは向こう見ず』には目の保養になるものが含まれていますが、映画には肉が多めでドレッシングが少なめであることが望ましいと思います。私は、ここにトラック1台分の才能があるので、なおさら失望しています」と批評している。Rediff.comのラジャ・センは2.5/5の星を与えて映画の美しさを評価したものの、物語を酷評している。

### 受賞・ノミネート
| 映画賞                                         | 部門                                         | 対象                                                                                            | 結果       | 出典   |
| ---------------------------------------------- | -------------------------------------------- | ----------------------------------------------------------------------------------------------- | ---------- | ------ |
| ビッグ・スター・エンターテインメント・アワード | エンターテインメント作品賞                   | 若さは向こう見ず                                                                                | 受賞       | [ 71 ] |
| ビッグ・スター・エンターテインメント・アワード | 恋愛映画賞                                   | 若さは向こう見ず                                                                                | ノミネート | [ 72 ] |
| ビッグ・スター・エンターテインメント・アワード | 監督賞                                       | アヤーン・ムカルジー                                                                            | ノミネート | [ 72 ] |
| ビッグ・スター・エンターテインメント・アワード | 主演男優賞                                   | ランビール・カプール                                                                            | ノミネート | [ 72 ] |
| ビッグ・スター・エンターテインメント・アワード | 恋愛映画男優賞                               | ランビール・カプール                                                                            | ノミネート | [ 72 ] |
| ビッグ・スター・エンターテインメント・アワード | ダンサー賞                                   | ランビール・カプール                                                                            | ノミネート | [ 72 ] |
| ビッグ・スター・エンターテインメント・アワード | 主演女優賞                                   | ディーピカー・パードゥコーン                                                                    | ノミネート | [ 72 ] |
| ビッグ・スター・エンターテインメント・アワード | 恋愛映画女優賞                               | ディーピカー・パードゥコーン                                                                    | ノミネート | [ 72 ] |
| ビッグ・スター・エンターテインメント・アワード | 音楽監督賞                                   | プリータム                                                                                      | ノミネート | [ 72 ] |
| ビッグ・スター・エンターテインメント・アワード | エンターテインメント歌曲賞                   | 「Balam Pichkari」                                                                              | ノミネート | [ 72 ] |
| ビッグ・スター・エンターテインメント・アワード | エンターテインメント歌曲賞                   | 「Dilliwaali Girlfriend」                                                                       | ノミネート | [ 72 ] |
| ビッグ・スター・エンターテインメント・アワード | 男性プレイバックシンガー賞                   | ヴィシャール・ダドラニ(「Balam Pichkari」)                                                      | ノミネート | [ 72 ] |
| ビッグ・スター・エンターテインメント・アワード | 女性プレイバックシンガー賞                   | リカ・バルドワジ(「Ghagra」)                                                                    | ノミネート | [ 72 ] |
| ビッグ・スター・エンターテインメント・アワード | 女性プレイバックシンガー賞                   | スニーディ・チャウラン(「Dilliwaali Girlfriend」)                                               | ノミネート | [ 72 ] |
| スター・スクリーン・アワード                   | 作品賞                                       | 若さは向こう見ず                                                                                | ノミネート | [ 73 ] |
| スター・スクリーン・アワード                   | 監督賞                                       | アヤーン・ムカルジー                                                                            | ノミネート | [ 73 ] |
| スター・スクリーン・アワード                   | 主演男優賞                                   | ランビール・カプール                                                                            | ノミネート | [ 73 ] |
| スター・スクリーン・アワード                   | 大衆選出主演男優賞                           | ランビール・カプール                                                                            | ノミネート | [ 73 ] |
| スター・スクリーン・アワード                   | 大衆選出主演女優賞                           | ディーピカー・パードゥコーン                                                                    | ノミネート | [ 73 ] |
| スター・スクリーン・アワード                   | 助演女優賞                                   | カルキ・ケクラン                                                                                | ノミネート | [ 73 ] |
| スター・スクリーン・アワード                   | 男性プレイバックシンガー賞                   | ベニー・ダヤル(「Badtameez Dil」)                                                               | ノミネート | [ 73 ] |
| スター・スクリーン・アワード                   | 女性プレイバックシンガー賞                   | シャルマニ・コールゲイド(「Balam Pichkari」)                                                    | ノミネート | [ 73 ] |
| スター・スクリーン・アワード                   | 作詞家賞                                     | アミターブ・バッタチャーリヤ(「Balam Pichkari」)                                                | ノミネート | [ 73 ] |
| スター・スクリーン・アワード                   | 音楽監督賞                                   | プリータム                                                                                      | 受賞       | [ 74 ] |
| スター・スクリーン・アワード                   | 振付賞                                       | レモ・デソウザ(「Badtameez Dil」)                                                               | 受賞       | [ 74 ] |
| 製作者組合映画賞                               | 監督賞                                       | アヤーン・ムカルジー                                                                            | ノミネート | [ 75 ] |
| 製作者組合映画賞                               | 脚本賞                                       | アヤーン・ムカルジー                                                                            | ノミネート | [ 75 ] |
| 製作者組合映画賞                               | 主演男優賞                                   | ランビール・カプール                                                                            | ノミネート | [ 75 ] |
| 製作者組合映画賞                               | 主演女優賞                                   | ディーピカー・パードゥコーン                                                                    | ノミネート | [ 75 ] |
| 製作者組合映画賞                               | 助演男優賞                                   | アディティヤ・ロイ・カプール                                                                    | ノミネート | [ 75 ] |
| 製作者組合映画賞                               | 助演女優賞                                   | カルキ・ケクラン                                                                                | ノミネート | [ 75 ] |
| 製作者組合映画賞                               | 作詞家賞                                     | アミターブ・バッタチャーリヤ                                                                    | ノミネート | [ 75 ] |
| 製作者組合映画賞                               | 女性プレイバックシンガー賞                   | リカ・バルドワジ                                                                                | ノミネート | [ 75 ] |
| 製作者組合映画賞                               | 音楽監督賞                                   | プリータム                                                                                      | 受賞       | [ 76 ] |
| 製作者組合映画賞                               | 台詞賞                                       | フセイン・ダラール                                                                              | 受賞       | [ 76 ] |
| 製作者組合映画賞                               | 振付賞                                       | レモ・デソウザ                                                                                  | 受賞       | [ 76 ] |
| 第59回フィルムフェア賞                         | 作品賞                                       | 若さは向こう見ず                                                                                | ノミネート | [ 77 ] |
| 第59回フィルムフェア賞                         | 監督賞                                       | アヤーン・ムカルジー                                                                            | ノミネート | [ 77 ] |
| 第59回フィルムフェア賞                         | 主演男優賞                                   | ランビール・カプール                                                                            | ノミネート | [ 77 ] |
| 第59回フィルムフェア賞                         | 助演男優賞                                   | アディティヤ・ロイ・カプール                                                                    | ノミネート | [ 77 ] |
| 第59回フィルムフェア賞                         | 助演女優賞                                   | カルキ・ケクラン                                                                                | ノミネート | [ 77 ] |
| 第59回フィルムフェア賞                         | 音楽監督賞                                   | プリータム                                                                                      | ノミネート | [ 77 ] |
| 第59回フィルムフェア賞                         | 作詞家賞                                     | アミターブ・バッタチャーリヤ                                                                    | ノミネート | [ 77 ] |
| 第59回フィルムフェア賞                         | 男性プレイバックシンガー賞                   | ベニー・ダヤル(「Badtameez Dil」)                                                               | ノミネート | [ 77 ] |
| 第59回フィルムフェア賞                         | 女性プレイバックシンガー賞                   | シャルマニ・コールゲイド(「Balam Pichkari」)                                                    | ノミネート | [ 77 ] |
| ジー・シネ・アワード                           | 監督賞                                       | アヤーン・ムカルジー                                                                            | 受賞       | [ 78 ] |
| ジー・シネ・アワード                           | 脚本賞                                       | アヤーン・ムカルジー                                                                            | 受賞       | [ 78 ] |
| ジー・シネ・アワード                           | 原案賞                                       | アヤーン・ムカルジー                                                                            | ノミネート | [ 79 ] |
| ジー・シネ・アワード                           | 台詞賞                                       | アヤーン・ムカルジー                                                                            | ノミネート | [ 79 ] |
| ジー・シネ・アワード                           | 作品賞                                       | 若さは向こう見ず                                                                                | ノミネート | [ 79 ] |
| ジー・シネ・アワード                           | 主演男優賞                                   | ランビール・カプール                                                                            | ノミネート | [ 79 ] |
| ジー・シネ・アワード                           | 主演女優賞                                   | ディーピカー・パードゥコーン                                                                    | ノミネート | [ 79 ] |
| ジー・シネ・アワード                           | 助演男優賞                                   | アディティヤ・ロイ・カプール                                                                    | ノミネート | [ 79 ] |
| ジー・シネ・アワード                           | 歌曲賞                                       | 「Balam Pichkari」                                                                              | ノミネート | [ 79 ] |
| ジー・シネ・アワード                           | 歌曲賞                                       | 「Badtameez Dil」                                                                               | ノミネート | [ 79 ] |
| ジー・シネ・アワード                           | 女性プレイバックシンガー賞                   | シャルマニ・コールゲイド(「Balam Pichkari」)                                                    | ノミネート | [ 79 ] |
| ジー・シネ・アワード                           | 作詞家賞                                     | アミターブ・バッタチャーリヤ(「Kabira」)                                                        | ノミネート | [ 79 ] |
| ジー・シネ・アワード                           | 音響賞                                       | ナクール・カムティ                                                                              | ノミネート | [ 79 ] |
| ジー・シネ・アワード                           | 編集賞                                       | アキーヴ・アリ                                                                                  | ノミネート | [ 79 ] |
| ジー・シネ・アワード                           | 音楽監督賞                                   | プリータム                                                                                      | ノミネート | [ 79 ] |
| ジー・シネ・アワード                           | 作曲賞                                       | プリータム                                                                                      | 受賞       | [ 78 ] |
| ジー・シネ・アワード                           | 振付賞                                       | レモ・デソウザ(「Badtameez Dil」)                                                               | 受賞       | [ 78 ] |
| 第6回ミルチ音楽賞                              | Programmer & Arranger of the Year            | ハイヤシス・デソウザ、D・J・プカン、サニー・M・R、ニキール・ポール・ジョージ(「Badtameez Dil」) | 受賞       | [ 80 ] |
| 国際インド映画アカデミー賞                     | 助演男優賞                                   | アディティヤ・ロイ・カプール                                                                    | 受賞       | [ 81 ] |
| 国際インド映画アカデミー賞                     | ベスト・ジョディ・オブ・ザ・イヤー（観客賞） | ランビール・カプール、ディーピカー・パードゥコーン                                              | 受賞       | [ 82 ] |
| 国際インド映画アカデミー賞                     | 作品賞                                       | 若さは向こう見ず                                                                                | ノミネート | [ 83 ] |
| 国際インド映画アカデミー賞                     | 主演男優賞                                   | ランビール・カプール                                                                            | ノミネート | [ 83 ] |
| 国際インド映画アカデミー賞                     | 主演女優賞                                   | ディーピカー・パードゥコーン                                                                    | ノミネート | [ 83 ] |
| 国際インド映画アカデミー賞                     | 助演女優賞                                   | カルキ・ケクラン                                                                                | ノミネート | [ 83 ] |
| 国際インド映画アカデミー賞                     | 音楽監督賞                                   | プリータム                                                                                      | ノミネート | [ 83 ] |
| 国際インド映画アカデミー賞                     | 振付賞                                       | レモ・デソウザ                                                                                  | 受賞       | [ 84 ] |

## トラブル
ジャンムー・カシミール州首席大臣オマル・アブドゥッラーは、映画がカシミール北部のグルマルグでの撮影に対して不快感を表明した。彼は寺院とリゾートのシーンは全てグルマルグで撮影されたと主張した。映画の多くのシーンはカシミール渓谷やグルマルグ、パハルガムの有名なスキーリゾート地で撮影されている。その後、ダルマ・プロダクションは映画のオープニングで首席大臣アブドゥッラー、観光大臣G・A・ミル、警察長官S・M・サハールについて言及することを確認した。カシミールのスタッフの名前は、エンドクレジットに記載されることになった。
2013年6月11日、デリー高等裁判所は『若さは向こう見ず』で不快な表現が使用されていることを理由にテレビ放送を制限する判決を下している。